# آکسفورد (آلاباما)
آکسفورد (به انگلیسی: Oxford) شهری در شهرستان کلهون ایالت آلاباما است که مساحت آن ۸۰٫۲۸ کیلومتر مربع است و در سرشماری سال ۲۰۱۰ میلادی، ۲۱٬۳۴۸ نفر جمعیت داشته و تراکم جمعیتی آن، ۲۶۵٫۹۲ نفر در هر کیلومتر مربع بوده است.